# Цишково
Цишково (пол. Ciszkowo, нім. Kienrode) — село в Польщі, у гміні Чарнкув Чарнковсько-Тшцянецького повіту Великопольського воєводства.
Населення — 319 осіб (2011).
У 1975-1998 роках село належало до Пільського воєводства.

## Демографія
Демографічна структура станом на 31 березня 2011 року:
|          | Загалом | Допрацездатний вік | Працездатний вік | Постпрацездатний вік |
| -------- | ------- | ------------------ | ---------------- | -------------------- |
| Чоловіки | 162     | 45                 | 103              | 14                   |
| Жінки    | 157     | 36                 | 95               | 26                   |
| Разом    | 319     | 81                 | 198              | 40                   |